# Dorstfelder Brücke
Dorstfelder Brücke ist ein statistischer Bezirk des Stadtbezirks Innenstadt-West der Großstadt Dortmund. Er trägt die Kennziffer 02 und gliedert sich in die Unterbezirke Westpark (021), Dorstfelder Brücke (022) und Union (023).

## Lage
Der Stadtteil erstreckt sich, beiderseits der Hauptverkehrsader Rheinische Straße, westlich der Dortmunder Innenstadt von der von Norden nach Süden gerichteten Linie Brinkhoffstraße/Humboldtstraße/Alexanderstraße im Osten bis hin zur Emscher im Westen. Die nördliche und die südliche Grenze dieses Kiezes bilden die Bahnlinien, wobei die Hauptbahnlinie nach Bochum, die von der Rheinischen Straße über die auch „Dorstfelder Brücke“ genannte Eisenbahnbrücke überquert wird, den Bezirk in zwei Hälften teilt. Die Westhälfte nimmt der durch Industrie geprägte Unterbezirk Union mit dem Unionviertel im Süden ein und den Osten die Wohnviertel Dorstfelder Brücke und, zur Innenstadt hin, Westpark.

## Geschichte
Namensgeber für den Stadtteil bzw. seine zentrale Brücke ist der sich westlich anschließende Stadtteil Dorstfeld, zu dem er, von der Innenstadt Dortmunds aus gesehen, eine Brücke bildet. Der Westteil ist geprägt durch Industrieanlagen der namensgebenden, ehemaligen Dortmunder Union, AG für Bergbau, Eisen- und Stahl-Industrie, der heutigen Hoesch Spundwand und Profil. Namensgeber des Ostteils, in dem auch das Dortmunder U der Dortmunder Union-Brauerei steht, ist der Westpark.
Im ehemaligen Verwaltungsgebäude der Dortmunder Union hatte das Versorgungsamt Dortmund einige Jahre seinen Sitz. Weiterhin bemerkenswert ist der Union Gewerbehof an der Huckarder Straße. Hier haben sich in einen vormals industriell genutzten Gebäudekomplex eine Reihe alternativer Unternehmen angesiedelt.
Seit 2000 wurde in dem multikulturellen Umfeld der Rheinischen Straße versucht, Läden und Kneipen mit neonazistischer Ausrichtung aufzubauen. Bürgerproteste und Schließungen durch die Stadt Dortmund konnten lange nicht verhindern, dass an der Rheinischen Straße ein (mit Spanplatten verbarrikadierter) Laden existierte. Nach Ankauf der betreffenden Immobilie durch die Stadt Dortmund wurde der Laden 2012 geschlossen.

## Bevölkerungsentwicklung
| Jahr      | 1987   | 2003   | 2008   | 2013   | 2016   | 2019   | 2022   |
| --------- | ------ | ------ | ------ | ------ | ------ | ------ | ------ |
| Einwohner | 12.426 | 12.208 | 11.864 | 11.882 | 12.407 | 12.383 | 12.524 |

## Statistik
Strukturdaten der Bevölkerung in Dorstfelder Brücke:
- Bevölkerungsanteil der unter 18-Jährigen: 12,2 % [Dortmunder Durchschnitt: 16,2 % (2018)][2]
- Bevölkerungsanteil der mindestens 65-Jährigen: 12,5 % [Dortmunder Durchschnitt: 20,2 % (2018)][3]
- Ausländeranteil: 32,1 % [Dortmunder Durchschnitt: 22,3 % (2024)][4]
- Arbeitslosenquote: 12,9 % (Dortmunder Durchschnitt: 11,0 % [2017])[5]

Das Durchschnittseinkommen liegt etwa 30 % unter dem Dortmunder Durchschnitt.

## Gliederung und Daten
| Nummer | (Unter-)Bezirk     | Anmerkung                                                   |
| 02     | Dorstfelder Brücke |                                                             |
| ------ | ------------------ | ----------------------------------------------------------- |
| 021    | Westpark           | umfasst mit dem Unterbezirk Cityring-West das Klinikviertel |
| 022    | Dorstfelder Brücke | umfasst das Unionviertel                                    |
| 023    | Union              | umfasst das Gebiet der ehemaligen HSP                       |